# Tiocianato de amônio
Tiocianato de amônio é o composto químico de fórmula NH4SCN. É o sal de amônio do ácido tiociânico.

## Propriedades
Apresenta-se como cristais incolores e inodoros, higrocópicos, facilmente solúveis em água e álcool etílico.
Possui massa molecular de 76,122 g/mol, densidade de 1,3 g·cm−3 (20 °C), ponto de fusão de 149 °C, decompõe-se a 170 °C, não apresentando ponto de ebulição.
Apresenta solubilidade de 1650 g/l 19 °C.

## Usos
É usado como estabilizador em fotografia, como estabilizador de emulsões, em vulcanização, como doador de liga e dureza para materiais de construção como argamassa e concreto e como herbicida.
Em química analítica é utilizado como reagente para determinação de íons ferro (III) (Fe3+). A cor vermelho sangue muito intensa é devida a presença dos complexos indissociáveis [Fe(SCN)3(H2O)3], juntamente com os íons [Fe(SCN)2(H2O)4]+ e [Fe(SCN)(H2O)5]2+.

## Reações características
Ele modifica-se a partir de uma temperatura de 70 °C parcialmente em tioureia, similarmente ao processo de síntese da ureia a partir do cianato de amônio. Pode a tioureia ser separada após dissolução da mistura em água.